# Nettersheim
Nettersheim è un comune di 7 801 abitanti della Renania Settentrionale-Vestfalia, in Germania.
Appartiene al distretto governativo di Colonia e al circondario di Euskirchen.

## Geografia antropica

### Suddivisioni amministrative

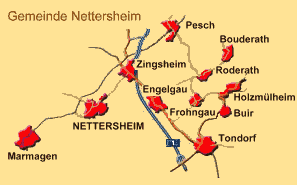

Vi sono le seguenti località:
- Bouderath
- Buir
- Engelgau
- Frohngau
- Holzmülheim
- Marmagen
- Nettersheim
- Pesch
- Roderath
- Tondorf
- Zingsheim